# Bal (film)

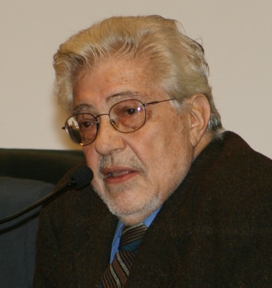
Ettore Scola - reżyser i współscenarzysta filmu

Bal (fr. Le bal) – włosko-francusko-algierski film musicalowy z 1983 roku w reżyserii Ettorego Scoli.

## Opis
W filmie nie ma dialogów – zastępuje je muzyka i taniec. Jest on wędrówką w czasie, podczas której widzowie są zapoznawani z prawie 50-letnią historią Francji, począwszy od 1936, a skończywszy na 1968 roku. Miejscem opisanych wydarzeń jest wciąż ta sama sala balowa, w której rozbrzmiewają szlagiery muzyki rozrywkowej (La Paloma, In the Mood, Tutti Frutti, Only You, Michelle i in.) przeplatane autorskimi utworami Vladimira Cosmy.

## Obsada
- Régis Bouquet jako właściciel sali
- Aziz Arbia jako młody robotnik
- Chantal Capron jako modelka
- Rossana Di Lorenzo jako paląca Pani
- Jean-François Perrier jako ślepo zakochany mężczyzna
- Anita Picchiarini jako sympatia robotnika
- Christophe Allwright jako przystojny mężczyzna z przedmieścia
- Michel van Speybroeck jako Jean Gabin
- Monica Scattini jako krótkowzroczna kobieta
- Michel Toty jako robotnik fachowiec
- Francesco De Rosa jako Toni
- Danielle Rochard jako modniarka
- Geneviève Rey-Penchenat jako arystokratka
- Raymonde Heudeline jako robotnik
- Olivie Loiseau jako towarzysz robotnika
- François Pick jako student
- Jean-Claude Penchenat jako Krzyż ognia

## Nagrody i nominacje[4]
Oscary 1984:
- nominacja w kategorii Najlepszy film nieanglojęzyczny

Berlinale (1984):
- wygrana - Srebrny Niedźwiedź dla Ettore'a Scoli

- nominacja do Złotego Niedźwiedzia dla Ettore'a Scoli

Cezary (1984):
- wygrana w kategorii Najlepszy reżyser dla Ettore'a Scoli

- wygrana w kategorii Najlepsza muzyka filmowa

- wygrana w kategorii Najlepszy film

- nominacja w kategorii Najlepsze zdjęcia

David di Donatello (1984):
Wygrana w kategoriach:
- Najlepszy film

- Najlepszy reżyser

- Najlepsza muzyka

- Najlepszy montaż

oraz
Nagroda Alitalii dla Ettore'a Scoli